# Ален Бадью
Ален Бадью (фр. Alain Badiou; 17 січня 1937, Рабат, Марокко) — французький філософ, математик, письменник, драматург, політичний мислитель. Професор Вищої нормальної школи, керівник Міжнародного філософського колежу. Представник постмаоїстської групи «Політична організація», що захищає права робітників-нелегалів. Серед найвідоміших його книг: «Теорія суб'єкта» (1982), «Буття та подія» (1988), «Етика» (1993), «Святий Павло» (1997), «Століття» (2005), «Логіки світів» (2006), «Республіка Платона» (2012).

## Життєпис
Бадью — син математика Раймона Бадью (1905–1996), учасника Опору у Франції під час Другої світової війни. Ален Бадью навчався в ліцеї Людовика Великого, а потім у Вищій нормальній школі (1955–1960). У 1960 році він написав diplôme d'études supérieures (приблизно еквівалент магістерської дисертації) про Спінозу для Жоржа Канґієма (тема була «Структури демонстрації в перших двох книгах „Етики“ Спінози», «Structures démonstratives dans les deux premiers livres de l'Éthique de Spinoza»). З 1963 року він викладав у ліцеї в Реймсі, де став близьким другом драматурга (і філософа) Франсуа Рено, і опублікував два романи, перш ніж перейти спочатку на літературний факультет Реймського університету (collège littéraire universitaire), а потім до Університету Париж VIII (Венсен-Сен-Дені) в 1969 році. Бадью дуже рано долучився до політичного життя і був одним із засновників Об'єднаної соціалістичної партії (PSU). Особливо активною була боротьба PSU за деколонізацію Алжиру. Свій перший роман «Альмагест» Бадью написав у 1964 році. У 1967 році він приєднався до дослідницької групи, організованої Луї Альтюссером, потрапив під дедалі більший вплив Жака Лакана і став членом редакційної колегії журналу Cahiers pour l'Analyse. На той час він «вже мав ґрунтовну підготовку з математики та логіки (разом із лаканівською теорією)», а дві його власні статті на сторінках Cahiers «передбачають багато характерних проблем його пізньої філософії».
Студентські повстання у травні 1968 року посилили симпатії Бадью до лівого крила, і він брав участь у все більш войовничих групах, таких як Союз марксистсько-ленінських комуністів Франції (фр. Union des communistes de France marxiste-léniniste, UCFml). За словами самого Бадью, UCFml — це «маоїстська організація, заснована наприкінці 1969 року Наташею Мішель, Сильвеном Лазаром, мною та великою кількістю молодих людей». У цей час Бадью вступив на факультет новоствореного Університету Париж VIII (Венсен-Сен-Дені), який був бастіоном контркультурної думки. Там він вступив у запеклі інтелектуальні дебати з колегами-професорами Жилем Дельозом та Жан-Франсуа Ліотаром, чиї філософські праці він вважав нездоровими відхиленнями від альтюссерівської програми наукового марксизму.
У 1980-х роках, коли і альтюссерівський структурний марксизм, і лаканівський психоаналіз занепали (після смерті Лакана і потрапляння Альтюссера до психіатричної лікарні), Бадью публікує більш технічні та абстрактні філософські праці, такі як «Теорія суб'єкта» (1982) та його magnum opus «Буття і подія» (1988). Тим не менш, Бадью ніколи не відмовлявся від Альтюссера чи Лакана, і симпатичні посилання на марксизм та психоаналіз не є рідкістю в його останніх роботах (особливо в «Кишеньковому пантеоні-портреті»).
Він обійняв свою нинішню посаду в ВНШ у 1999 році. Він також пов'язаний з низкою інших установ, таких як Міжнародний коледж філософії. Він був членом L'Organisation politique, яку, як згадувалося вище, він заснував у 1985 році разом з деякими товаришами з маоїстської UCFml. Ця організація розпалася у 2007 році, згідно зі статтею у французькій Вікіпедії (посилання на яку міститься у попередньому реченні). У 2002 році він став співзасновником Міжнародного центру вивчення сучасної французької філософії разом з Івом Дюру та його колишнім студентом Квентіном Мейясу. Бадью також мав успіх як драматург з такими п'єсами, як Ahmed le Subtil.
У 2014–15-х роках Бадью був почесним президентом Глобального центру перспективних досліджень.

## Основні ідеї
Центральною для бадьюїанства є ідея математичної онтології. Ален Бадью спирається на теорію множин і математику, щоб розробити онтологію, яка виходить за межі традиційних метафізичних категорій. Він стверджує, що буття є математичним і що сутність реальності можна зрозуміти через структуру математичних множин. Бадью мислить реальність як множинну, що складається з нескінченної кількості множин. Кожна множина є множиною з власною внутрішньою структурою та логікою, така концепція множинності кидає виклик традиційним поняттям тотожності та субстанції.
Філософ вводить поняття «події» як розриву або переривання нормального перебігу речей. Події — це непередбачувані, виняткові явища, які порушують наявний порядок, тобто вони они мають потенціал відкривати нові можливості та істини. Після події індивіди або суб'єкти беруть участь у процедурі встановлення істини, процесі сумлінного ставлення до наслідків події. Істина для Бадью це не відповідність реальності, а вірність наслідкам події. Виходячи з цього, французький філософ визначає суб'єкта як того, хто є вірним істині. Суб'єкт з'являється в процесі процедури встановлення істини і характеризується вірністю події. Суб'єкт, як носій універсальних істин, виходить за межі партикулярності. Суб'єкт не зводиться до емпіричної ідентичності, а виникає через його прихильність до істини.
Ален Бадью обстоює форму етики, яка передбачає активну участь і войовничість. Етичний суб'єкт — це той, хто діє відповідно до універсальних принципів і прагне до трансформаційних змін. Філософ критикує постмодерністський релятивізм і відмову від великих наративів. Він стверджує, що відданість універсальним істинам є необхідною для етичної та політичної активності. На противагу постмодерністським тенденціям, творчість Бадью представляє повернення до метафізичних питань, дослідження природи буття, істини та суб'єктності.
Бадью досліжує естетику, зокрема відносини між мистецтвом та істиною. Він стверджує, що мистецтво має потенціал розкривати універсальні істини та сприяти формуванню суб'єктності. Філософ пропонує «інваріантну» теорію естетики, припускаючи, що певні художні особливості зберігаються в різних історичних та культурних контекстах, що кидає виклик релятивістським поглядам на естетику.

## Твори
- Альмагести. Протилежна траєкторія 1 (роман) (Almagestes. Trajectoire inverse I, Paris, éd. Seuil, 1964)
- Портулани. Протилежна траєкторія 2 (роман) (Portulans. Trajectoire inverse II, Paris, éd. Seuil, 1967)
- Концепт моделі. Вступ до матеріалістичної епістемології математики (Le Concept de modèle. Introduction à une épistémologie matérialiste des mathématiques. — Paris: Maspero, 1969.)
- Теорія суперечності (Théorie de la contradiction. — Paris: Maspero, 1975)
- Про ідеологію (разом із Ф. Бальме; De l’idéologie / avec F. Balmès. — Paris: Maspero, 1976)
- Актуальна ситуація на філософському фронті (разом із Сильвеном Лазарю; avec Sylvain Lazarus; La situation actuelle sur le front de la philosophie, Paris, Cahiers Yenan n⁰ 4, Maspero, 1977)
- Раціональне зерно геґелівської діалектики (разом із Л. Мосо и Ж. Беласаном; Le Noyau rationnel de la dialectique hégélienne / en collaboration avec L. Mossot et J. Bellassen. — Paris: Maspero, 1977)
- Червоний шалик (романопера) (L'Écharpe rouge (romanopéra), Paris, éd. Maspero, 1979)
- Ахмед-витончений (комедія) (Ahmed le subtil, éd. Actes Sud, 1984)
- Теорія суб’єкта (Théorie du sujet. — Paris: Seuil, 1982. Coll. L’ordre philosophique.)
- Чи можливо мислити політику? (Peut-on penser la politique? — Paris: Seuil, 1985.)
- Буття і подія (L’Etre et l'Événement. — Paris: Seuil, coll.L’ordre philosophique, 1988.)
- Маніфест на захист філософії (Маніфест філософії; Manifeste pour la philosophie. — Paris: Seuil, coll.L’ordre philosophique, 1989.)
- Рапсодія для театру (Rhapsodie pour le théâtre, Paris, Imprimerie nationale, 1990)
- Число і числа (Le Nombre et les nombres. — Paris: Seuil 1990. Coll. Des travaux.)
- Умови (Conditions. — Paris: Seuil, 1992. Coll. L’ordre philosophique.)
- Ніцше. Розбити навпіл історію світу? (Nietzsche. Casser en deux l'histoire du monde? Paris: Les Conférences du Perroquet, 1992)
- Політика і модерність (колективна монографія; Politique et modernité / Badiou et al. — Bordeaux: Osiris, 1992.)
- Етика. Нарис про усвідомлення зла (L'Éthique. Essai sur la conscience du mal. — Paris: Hatier, 1993. Перевидання: Cean: Nous, 2003.)
- Беккет: невичерпне бажання (Beckett, l’increvable désir, Paris, éd. Hachette, 1995)
- Ахмед-філософ; Ахмед розлютився (комедії) (Ahmed philosophe, suivi de Ahmed se fâche, éd. Actes Sud, 1995)
- Жан Борей: Розум іншого (колективна монографія; Jean Borreil: La raison de l’autre. Badiou et al. — Paris: L’Harmattan, 1995. Coll. La philosophie en commun.)
- Дельоз: Шум буття (Deleuze. — Paris: Hachette, 1997.)
- Святий Павло. Засновки універсалізму (Saint Paul. La fondation de l’universalisme. — Paris: PUF, 1997.)
- Спокійний континент на цьому світі (роман) (Calme bloc ici-bas, éd. P.O.L., 1997)
- Гарбузи (комедія) (Les Citrouilles (comédie), éd. Actes Sud, 1996)
- Темна катастрофа: Про кінець державної істини (D’un désastre obscur: Sur la fin de la vérité d'État. — Paris: l’Aube, 1998.)
- Короткий трактат перехідної онтології (Court Traité d’ontologie transitoire. — Paris: Seuil, 1998.)
- Невеликий посібник з інестетики (Petit Manuel d’inesthétique. — Paris: Seuil, 1998.)
- Короткий виклад метаполітики (Abrégé de métapolitique. — Paris: Seuil, 1998.)
- Про любов (колективна монографія; De l’amour. Badiou et al. École de la Cause freudienne. — Paris: Flammarion, 1999.)
- Обставини, 1: Косово, 11 вересня, Ширак/Ле Пен (Circonstances, 1: Kosovo, 11 septembre, Chirac/Le Pen. — Paris: Éditions Léo Scheer, 2003)
- Обставини, 2: Ірак, куфія, Німеччина/Франція (Circonstances, 2. Irak, foulard, Allemagne/France, Lignes & Manifeste, 2004)
- Обставини, 3: Значення слова "єврей" (Circonstances, 3. Portées du mot « juif », Lignes & Manifeste, 2005)
- Століття (Le Siècle. — Paris: Seuil, 2005)
- Логіки світів. Буття і подія 2 (Logiques des mondes. L’Être et l’Événement, 2, Paris, éd. Seuil, 2006)
- Обставини, 4: Що називає ім’я Саркозі? (Circonstances, 4. De quoi Sarkozy est-il le nom ?, Éditions Lignes, 2007)
- Маленький портативний пантеон (Petit panthéon portatif, Paris, éd. La Fabrique, 2008)
- Мао. Про практику і суперечність (разом із С. Жижеком; Mao. De la pratique et de la contradiction, avec Slavoj Žižek, Paris, éd. La Fabrique, 2008)
- Другий маніфест філософії (Second manifeste pour la philosophie, Paris, éd. Fayard, 2009)
- Антифілософія Вітґенштайна (L'Antiphilosophie de Wittgenstein, Paris, éd. Nous, 2009)
- Хвала любові (Éloge de l'amour, Paris, Flammarion, 2009)
- Обставини, 5: Комуністична гіпотеза (Circonstances, 5. L’Hypothèse communiste, Éditions Lignes, 2009)
- Кіно (Cinéma, Paris, Nova éditions, 2010)
- Гайдеґґер. Нацизм, жінки, філософия (разом із Барбарою Касен; Heidegger. Le nazisme, les femmes, la philosophie, avec Barbara Cassin, Paris, éd. Fayard, 2010)
- Сексуальних зв’язків немає. Дві лекції про Лаканівського "Шаленця" (разом із Барбарою Касен; Il n’y a pas de rapport sexuel. Deux leçons sur « L’Étourdit », de Lacan, avec Barbara Cassin, Paris, éd. Fayard, 2010)
- Філософія та подія (La Philosophie et l'Événement, entretiens avec Fabien Tarby, éd. Germina, 2010)
- П’ять лекцій про Ваґнера (Cinq leçons sur le cas Wagner, Nous, 2010)
- Скінченне та нескінченне (Le Fini et l'Infini, Bayard, 2010)
- Пояснення, розмова з Аленом Фінкелькротом (L’Explication, conversation avec Aude Lancelin, avec Alain Finkielkraut, Éditions Lignes, 2010)
- Антисемітизм повсюдно: сьогодні у Франції (разом із Ериком Азаном; L’antisémitisme partout : aujourd’hui en France , d’Alain Badiou & Éric Hazan, La Fabrique, 2011)
- Загадковий зв’язок між політикою та філософією (La Relation énigmatique entre politique et philosophie, éd. Germina, 2011)
- Обставини, 6: Пробудження Історії (Circonstances, 6. Le Réveil de l'Histoire, Éditions Lignes, 2011)
- Бесіди 1, збірка інтерв’ю 1981-1996 (Entretiens 1, série d'entretiens 1981-1996, Editions NOUS, 2011)
- Республіка Платона (La République de Platon, Fayard, 2012)
- Червоні роки (перевидання "Теорії суперечності", "Про ідеологію" і "Раціонального ядра геґелівської діалектики" з новою передмовою) (Les Années rouges, Les Prairies ordinaires, 2012 (réédition de Théorie de la contradiction, De l'idéologie et Le noyau rationnel de la dialectique hégélienne)
- Обставини, 7: Саркозі: гірше, ніж припускали; Інші: передбачати гірше (Sarkozy : pire que prévu ; Les autres : prévoir le pire, Éditions Lignes, 2012)
- Жак Лакан: минуле в теперішньому (разом із Елізабет Рудинеско; Jacques Lacan, passé présent. Dialogue, par Elisabeth Roudinesco, Alain Badiou, Seuil, 2012)
- Контроверза, розмова з Жаном-Клодом Мільнером (Controverse, avec Jean-Claude Milner, Le Seuil, 2012)
- Пригода французької філософії (L'aventure de la philosophie française, La fabrique éditions, 2012)
- Випадок в Антиохії (трагедія) (L'Incident d'Antioche: Tragedie en trois actes, New York, Columbia University Press (2013, écrite en 1982))
- Порнографія теперішнього часу (Pornographie du temps présent, Fayard, 2013)
- Хвала театру (Éloge du théâtre, Flammarion, 2013)
- Семінари про Лакана (Le Séminaire - Lacan, Fayard, 2013)
- Семінари про Мальбранша (Le Séminaire - Malebranche, Fayard, 2013)
- Семінар - Буття, Парменід: Онтологічна фігура (1983), Том 1 (Le séminaire - L'être, Parménide: Figure ontologique (1983), Volume 1, Fayard, 2014)
- Що таке народ? (Qu'est-ce qu'un peuple ?, avec Pierre Bourdieu, Judith Butler, Georges Didi-Huberman, Sadri Khiari, Jacques Rancière, La Fabrique, 2013)
- Що робити? (діалог із Марселем Ґоше)(Que faire?, avec Marcel Gauchet, philosophie édition, 2014)
- У пошуках втраченого реального (À la recherche du réel perdu, Fayard, 2015)
- Платонівська бесіда (Entretien platonicien, avec Maria Kakogianni, Éditions Lignes, 2015)
- Метафізика реального щастя (Métaphysique du bonheur réel, PUF, 2015)
- Другий суд над Сократом (Le second procès de Socrate, éd. Actes Sud, 2015)

## Українські переклади

### Книжки
- Концепт моделі. Вступ до матеріалістичної епістемології математики / З французької переклав Андрій Рєпа — Київ: Ніка-Центр, 2009. — 232 с.
- Французька мова: Про французьку мову як прочищення. — В кн.: Європейський словник філософій: Лексикон неперекладностей. Т. 1. — Київ: Дух і літера, 2009. — С. 48—54.
- Століття / З французької переклав Андрій Рєпа. — Львів: Кальварія; К.: Ніка-Центр, 2014. — 304 c.
- Бадью, Ален. Етика. Нарис про розуміння зла / З французької переклали Володимир Артюх та Андрій Рєпа. — К.: Комубук, 2016. — 192 с.
- Бадью, Ален. Похвала політиці. — К.: Ніка-Центр, 2019. — 224 с.
- Елізабет Рудинеско й Ален Бадью. Жак Лакан: сучасність минулого. / пер. з фр. Павла Шведа. – Київ: Комубук, 2020.

### Статті
- Анабазис [Архівовано 16 грудня 2021 у Wayback Machine.]
- Ален Бадью. Доведення, засідка та зоря. П'ятнадцять тез про сучасне мистецтво
- Ален Бадью. Чи є слово "комунізм" приреченим назавжди?
- Ален Бадью. Спільне зникнення Людини і Бога [Архівовано 16 грудня 2021 у Wayback Machine.]
- Хвала любові [Архівовано 16 грудня 2021 у Wayback Machine.] / З французької переклав Андрій Рєпа // ПроSTORY. — 2012. — № 5. — С. 4—13.
- Бог помер // Спільне. — 2014. — № 8. — С. 29—34.
- Тези про сучасне мистецтво [Архівовано 19 березня 2022 у Wayback Machine.]
- Буденне приниження [Архівовано 5 жовтня 2013 у Wayback Machine.]
- Демократія та корупція: філософія рівності [Архівовано 16 грудня 2021 у Wayback Machine.]
- Сучасне безсилля [Архівовано 16 грудня 2021 у Wayback Machine.]
- Триколор і червоний стяг [Архівовано 16 грудня 2021 у Wayback Machine.]
- Голосувати чи перевинайти політику? [Архівовано 16 грудня 2021 у Wayback Machine.]
- Політика сьогодні [Архівовано 16 грудня 2021 у Wayback Machine.]
- Ми досі сучасники Травня-68 [Архівовано 12 червня 2018 у Wayback Machine.]
- Ален Бадью. Ідея комунізму й питання про терор [Архівовано 22 грудня 2017 у Wayback Machine.]
- Уроки "Жовтих жилетів" [Архівовано 3 грудня 2021 у Wayback Machine.]